# Kozue Kimura
Kozue Kimura –en japonés: 木村こず恵, Kimura Kozue– (25 de febrero de 1975) es una deportista japonesa que compitió en lucha libre. Ganó una medalla de plata en el Campeonato Mundial de Lucha de 1995, en la categoría de 53 kg.

## Palmarés internacional
| Campeonato Mundial | Campeonato Mundial | Campeonato Mundial | Campeonato Mundial |
| Año                | Lugar              | Medalla            | Categoría          |
| ------------------ | ------------------ | ------------------ | ------------------ |
| 1995               | Moscú (Rusia)      | Medalla de plata   | 53 kg              |